# Пебибајт
Пебибајт се користи као јединица мере података у рачунарству и износи 1.125.899.906.842.624 (250) бајтова (1024 тебибајта).